# Five Lakes Valley
Five Lakes Valley är en dal i Antarktis. Den ligger i Västantarktis. Argentina, Chile och Storbritannien gör anspråk på området. Five Lakes Valley ligger vid sjön Hope.